# Sonata para piano n.º 2 (Rajmáninov)

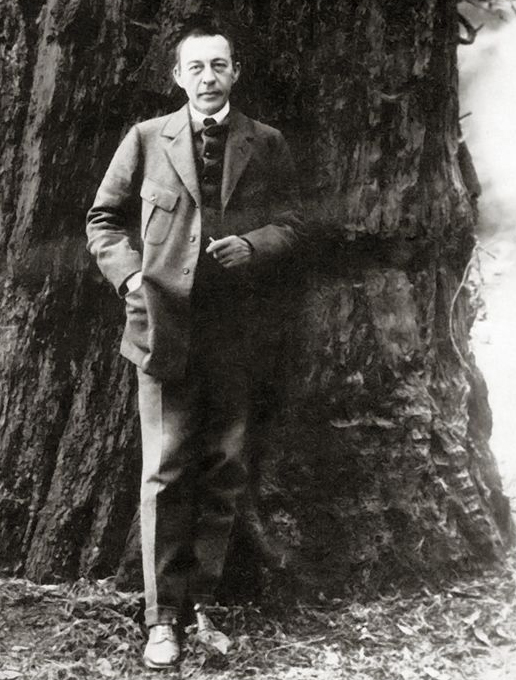
Sergei Rachmaninoff, en 1919.

La Sonata para piano n.º 2, Op. 36, es una sonata para piano en si bemol menor compuesta por Sergéi Rajmáninov en 1913. Fue revisada más tarde en 1931 con la nota, "La nueva versión, revisada y reducida por el autor". Tiene tres movimientos:
1. Allegro agitato
2. Non allegro
3. Allegro molto

La duración aproximada de la obra es de 25 minutos. 